# Iput I.
Iput I. (Ipwt) bila je princeza i kraljica supruga drevnoga Egipta.

## Životopis
Iput je rođena na kraju 5. dinastije. Bila je kći faraona Unasa, zadnjeg vladara te dinastije. Moguće je da je bila njegova najstarija kći. Njezina je majka bila jedna od Iputinih žena – Nebet ili Kenut. Iput je bila sestra ili polusestra krunskog princa Unas-ankha, koji je umro prije oca. Udala se za čovjeka zvanog Teti. On je naslijedio Unasa i započeo 6. dinastiju.

## Osobni život
Budući da se jedan prikaz iz grobnice svećenika Ankmahora – koji je živio u Iputino vrijeme – smatra prikazom obrezivanja, postoji teorija da je neko vrijeme u drevnom Egiptu vladala praksa sakaćenja ženskih genitalija, što znači da je možda i Iput doživjela to sakaćenje.
Brak Iput i Tetija vjerojatno je bio skladan, ali ona – koju su smatrali najplemenitijom ženom u Egiptu – nije bila glavna supruga Tetija.
Iput je Tetiju rodila sina Nebkauhora, koji je možda bio krunski princ. Rodila je još jednog sina, Pepija, koji je postao faraon Pepi I.
Iput je bila majka nekoliko kćeri, čija su imena:
- Sešešet Uaatetkhéthor
- Sešešet Idut
- Sešešet Nubkhetnebti
- Sešešet Sathor[8]

One su bile nazvane po Tetijevoj majci.
Iputina religija bila je politeistička religija starog Egipta, a glavno božanstvo u njezino doba bio je bog-Sunce Ra.
Iputina je unuka bila kraljica Iput II.

## Naslovi
Iput je imala mnogo naslova koji su smatrani impresivnima:
- “Kći kralja Gornjeg i Donjeg Egipta“
- “Kraljeva kći od njegova tijela“
- “Božja kći“ (Unas je smatran bogom)
- “Kraljeva supruga, njegova voljena“
- “Velika od žezla“
- “Ona koja gleda Horusa i Seta“
- “Kraljeva majka“
- “Majka dvojnog kralja“
- “Majka kralja Pepija od piramide“[9]

## Pokop
Iput je pokopana u piramidi u Sakari blizu svog muža.